# Elaine Stritch
Pour les articles homonymes, voir Stritch (homonymie).

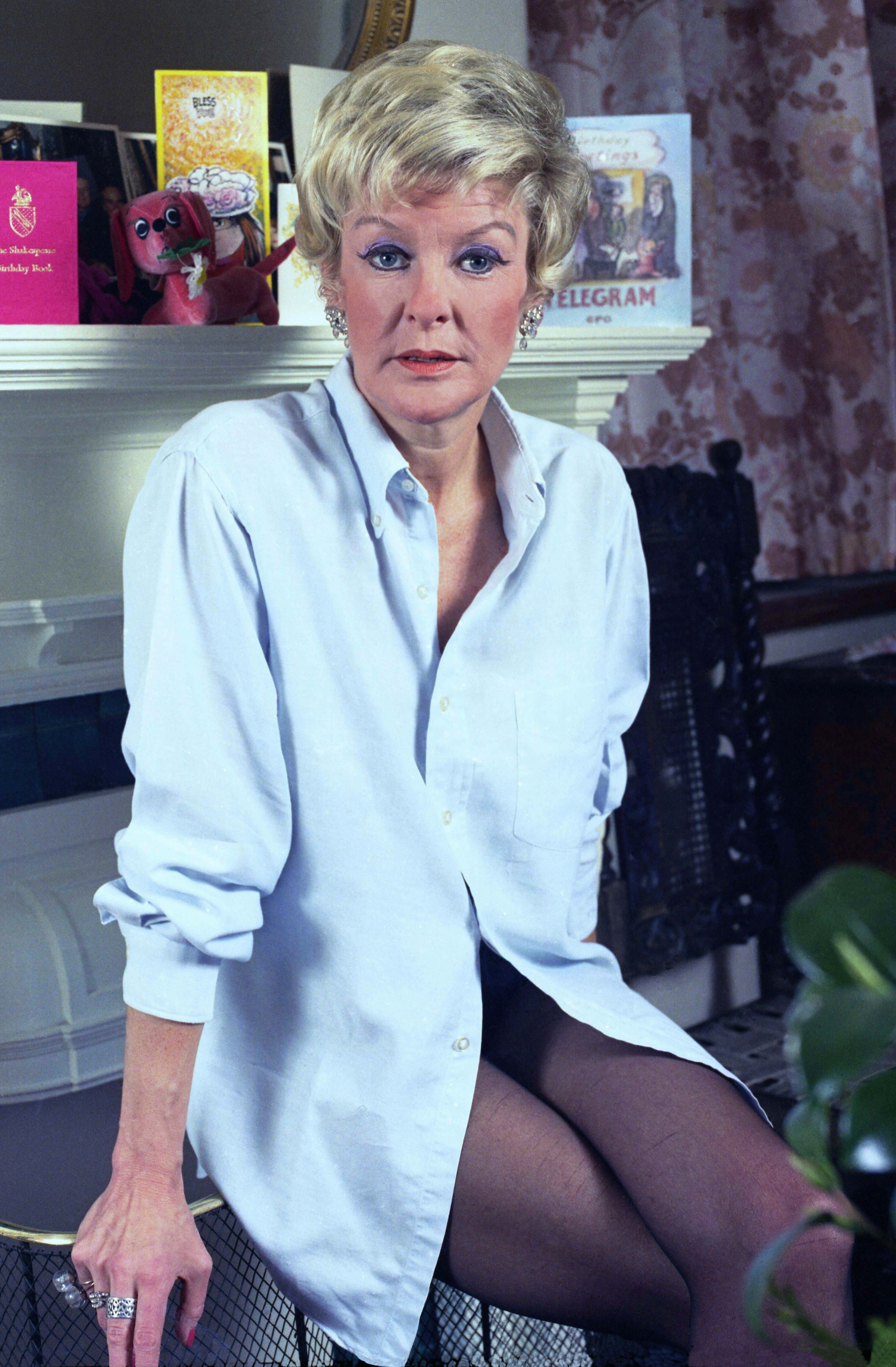
Photographiée en 1973 par Allan Warren

Elaine Stritch est une actrice et chanteuse américaine, née le 2 février 1925 à Détroit (Michigan, États-Unis), morte à Birmingham (Michigan, États-Unis) le 17 juillet 2014.

## Biographie
Elaine Stritch débute au théâtre en 1944 aux États-Unis, et plus spécialement à Broadway (New York) en 1946, jouant régulièrement dans des pièces et comédies musicales (plus une revue en 1947-1948) ; elle s'est également produite sur les planches au Royaume-Uni. Mentionnons la pièce Qui a peur de Virginia Woolf ? d'Edward Albee, créée à Broadway en 1962 par Uta Hagen (Martha), qu'elle remplace en 1963. Citons aussi la reprise, toujours à Broadway, de novembre 2009 à janvier 2011, de la comédie musicale A Little Night Music, sur une musique et des lyrics de Stephen Sondheim, où elle interprète à partir du 13 juillet 2010 Mme Armfeldt (en remplacement d'Angela Lansbury).
Elle a précédemment participé à la création (en 1970 à Broadway), puis à deux reprises (à Londres en 1972, et de nouveau à Broadway en 1993) d'une autre comédie musicale de Sondheim, Company.
Au cinéma, Elaine Stritch est apparue dans seulement dix-neuf films américains (le premier en 1956, le dernier en 2012) — dont deux réalisés par Woody Allen, September en 1987, puis Escrocs mais pas trop en 2000 —, ainsi que dans un film d'horreur britannique en 1975, et dans le film français Providence d'Alain Resnais, en 1977.
À la télévision, elle a collaboré depuis 1948 à quarante-et-une séries et dix téléfilms (sans compter ses nombreuses prestations depuis 1954, comme elle-même, dans des shows et émissions diverses).
En outre, elle a aussi des activités au cabaret et à la radio.

## Théâtre (sélection)
À Broadway, sauf mention contraire

### Pièces
- 1946 : Loco de Dale Eunson et Katherine Albert, avec Jean Parker, Morgan Wallace
- 1949 : Yes, M'Lord de William Douglas-Home
- 1955-1956 : Bus Stop de William Inge, avec Kim Stanley, Albert Salmi (adaptée au cinéma en 1956)
- 1957 : The Sin of Pat Muldoon de John McLiam, avec Edgar Stehli
- 1963 : Qui a peur de Virginia Woolf ? (Who's afraid of Virginia Woolf ?) d'Edward Albee, en remplacement d'Uta Hagen (adaptée au cinéma en 1966)
- 1990 : Love Letters d'A.R. Gurney, avec Cliff Robertson
- 1996 : A Delicate Balance d'Edward Albee, reprise, avec Rosemary Harris (adaptée au cinéma par l'auteur en 1973)

### Comédies musicales
- 1947-1948 : Angels in the Wings, revue, musique et lyrics de Bob Hilliard et Carl Sigman, sketches d'Hank Ladd, Ted Luce, Grace et Paul Hartman, avec Grace et Paul Hartman
- 1950-1952 : Call Me Madam, musique et lyrics d'Irving Berlin, livret d'Howard Lindsay et Russel Crouse, mise en scène de George Abbott, chorégraphie de Jerome Robbins, décors et costumes de Raoul Pène Du Bois, avec Ethel Merman (Elaine Stritch en doublure), Paul Lukas
- 1952-1953 : Pal Joey, produite par Jule Styne et Leonard Key, musique de Richard Rodgers, lyrics de Lorenz Hart, livret de John O'Hara, décors d'Oliver Smith, avec Lionel Stander (adaptée au cinéma en 1957)
- 1954 : On Your Toes, musique de Richard Rodgers, lyrics de Lorenz Hart, livret de Richard Rodgers, Lorenz Hart et George Abbott, mise en scène et production de George Abbott, chorégraphie de George Balanchine, décors d'Oliver Smith, costumes d'Irene Sharaff, avec Vera Zorina
- 1958-1959 : Goldilocks, musique de Leroy Anderson, lyrics de Joan Ford, Jean et Walter Kerr, livret de Jean et Walter Kerr, mise en scène de Walter Kerr, chorégraphie d'Agnes de Mille, avec Don Ameche
- 1961-1962 : Prendre le large (Sail Away), musique, lyrics, livret et mise en scène de Noël Coward, décors d'Oliver Smith, costumes d'Helene Pons et Oliver Smith, avec Margalo Gillmore
- 1962 : Sail Away, reprise (à Londres et Bristol)
- 1970-1972 : Company, musique et lyrics de Stephen Sondheim, livret de George Furth (Jane Russell puis Vivian Blaine la remplaçant en cours de production)
- 1972 : Company, reprise (à Londres)
- 1993 : Company, reprise
- 1994-1997 : Show Boat, reprise, musique de Jerome Kern, lyrics et livret d'Oscar Hammerstein II, d'après le roman éponyme d'Edna Ferber, orchestrations originales de Robert Russell Bennett
- 2010-2011 : A Little Night Music, reprise, musique et lyrics de Stephen Sondheim, livret d'Hugh Wheeler, d'après le film Sourires d'une nuit d'été d'Ingmar Bergman, avec Bernadette Peters (en remplacement de Catherine Zeta-Jones, Elaine Stritch remplaçant pour sa part Angela Lansbury)

## Filmographie

### Au cinéma
- 1956 : Énigme policière (The Scarlet Hour) de Michael Curtiz
- 1957 : Terre sans pardon (Three Violent People) de Rudolph Maté
- 1957 : L'Adieu aux armes (A Farewell to Arms) de Charles Vidor
- 1958 : Vacances à Paris (The Perfect Furlough) de Blake Edwards
- 1959 : Kiss Her Goodbye d'Albert Lipton
- 1965 : Who Killed Teddy Bear de Joseph Cates
- 1966 : Règlement au couteau (Too Many Thieves) d'Abner Biberman
- 1970 : The Sidelong Glances of a Pigeon Kicker de John Dexter
- 1975 : La Nuit de la peur (The Spiral Staircase) de Peter Collinson (film britannique)
- 1977 : Providence d'Alain Resnais (film français)
- 1987 : September de Woody Allen
- 1988 : Cocoon, le retour (Cocoon : The Return) de Daniel Petrie
- 1990 : Cadillac Man de Roger Donaldson
- 1997 : La croisière galère (Out to Sea) de Martha Coolidge
- 1998 : Drôles de Papous (Krippendorf's Tribe) de Todd Holland : Irene Hargrove
- 2000 : Miss Grippe-sou ou La Grosse Arnaque (Screwed) de Scott Alexander et Larry Karaszewski
- 2000 : Escrocs mais pas trop (Small Time Crooks) de Woody Allen
- 2000 : Un automne à New York (Autumn in New York) de Joan Chen
- 2005 : Sa mère ou moi ! (Monster-in-Law) de Robert Luketic
- 2005 : Romance and Cigarettes de John Turturro
- 2012 : L'Étrange Pouvoir de Norman (ParaNorman) de Sam Fell et Chris Butler (animation ; voix)

### À la télévision (sélection)

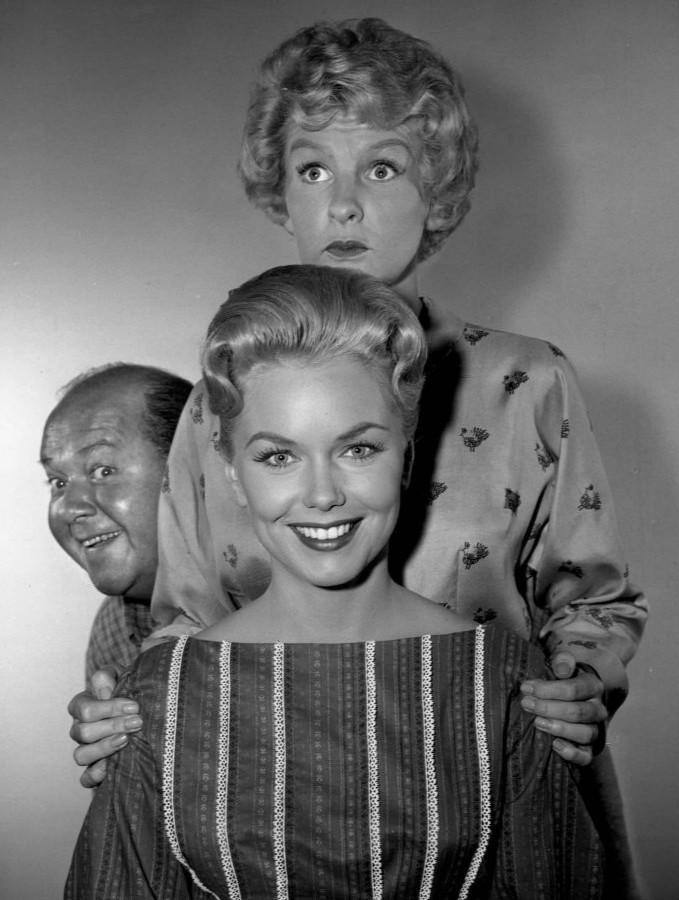
Avec Shirley Bonne (devant) et Stubby Kaye, dans la série My Sister Eileen (1961, photo promotionnelle)

#### Séries
- 1959 : Aventures dans les îles (Adventures in Paradise), Saison 1, épisode 11 Hantise (The Haunted) de Paul Stanley
- 1960 : La Grande Caravane (Wagon Train), Saison 3, épisode 22 The Tracy Sadler Story de Ted Post
- 1960-1961 : My Sister Eileen, Saison unique, 27 épisodes
- 1980 : Bizarre, bizarre (Tales of the Unexpected), Saison 2, épisode 8 My Lady Love, My Dove d'Herbert Wise
- 1992-1997 : New York, police judiciaire ou New York District (Law and Order), Saison 3, épisode 9 Maquillage (Point of View, 1992) ; Saison 7, épisode 14 Double vie (Working Mom, 1997)
- 1997-2001 : Troisième planète après le Soleil (3rd Rock from the Sun), Saison 3, épisode 4 Réunion de famille (Dick-in-Law, 1997) ; Saison 6, épisode 14 Drôles de parents (My Mother, My Dick, 2001)
- 2007-2012 : 30 Rock: Colleen Donaghy, mère de Jack.

#### Téléfilms
- 1980 : Stranded de Rod Daniel
- 1990 : Steel Magnolias de Thomas Schlamme
- 1990 : L'Escroc et moi (The Secret Life of Archie's Wife) de James Frawley
- 2004 : Paradise de Frank Pierson